# Камышинка (приток Медведицы)
Камышинка — река в Пензенской и Саратовской областях России.

## Общие сведения
Протекает по территории Малосердобинского и Петровского районов. Исток находится в лесу Мингавиль, северо-восточнее села Круглого. Ниже города Петровска впадает в реку Медведицу в 650 км от её устья по правому берегу. Длина реки составляет 26 км, площадь водосборного бассейна — 179 км².
Вдоль течения реки расположены населённые пункты Малосердобинского и Грачёвского сельского поселения.

## Данные водного реестра
Код объекта в государственном водном реестре — 05010300112107000007941.

## Топографическая карта
- Лист карты N-38-XXXIV. Масштаб: 1 : 200 000. Указать дату выпуска/состояния местности.